# Vassili Engelhardt
Vassili Pavlovich d'Engelhardt, (en russe: Василий Павлович Энгельгардт, en allemand Basil von Engelhardt) né à Kustovichi (be) près de Grodno dans l'empire russe le 17 juillet 1828 et mort à Dresde dans l'empire allemand est un astronome et historien russe,,.

## Biographie
Le baron Vassili d'Engelhardt fait partie de la famille Engelhardt de noblesse russe. Il fait des études de droit à l'école supérieure de jurisprudence (en) à Saint-Pétersbourg et, en 1848, devient employé du sénat dirigeant. En 1853 il quitte son poste pour se consacrer à l'astronomie.

## Carrière d'astronome
En 1875 il fonde son propre observatoire à Dresde où il travaille seul à l'étude des comètes, des astéroïdes, des nébuleuses et des amas d'étoiles. De 1879 à 1894, il observe 50 comètes et 70 astéroïdes. Se consacrant aux amas d'étoiles, il achève en 1883 un catalogue de plus de 400 nébuleuses. À partir de 1886, il observe 829 étoiles du répertoire de James Bradley afin de déterminer s'il s'agit d'étoiles binaires.
À la fin des années 1890 des problèmes de santé le contraignent à abandonner ses travaux d'observation. Il fait don de ses instruments astronomiques à l'université de Kazan, dont son ami, l'astronome Alexandreh Doubiago est recteur. L'observatoire construit, inauguré en 1901, porte aujourd'hui le nom d'observatoire astronomique Engelhardt. Il lègue à sa mort l'ensemble de ses biens à l'université de Kazan pour le développement et l'entretien de l'observatoire.

## Carrière d'historien
Pendant la majeure partie de sa vie, Engelgardt s'intéresse activement à l'histoire russe, collectant divers documents.
Il est ami du compositeur Mikhaïl Glinka. À la mort de ce dernier à Berlin en 1857 Engelhardt organise le transfert de sa dépouille à Tikhvine. Il envoie la collection de manuscrits de Glinka à Saint-Pétersbourg, où est fondée la bibliothèque publique Glinka qui publie les partitions de ses opéras et de ses œuvres symphoniques. Plus tard, à la demande du critique Vladimir Stasov (un ancien camarade de la faculté de droit) il publie ses mémoires sur Glinka et le compositeur Alexandre Dargomyjski.
À la fin des années 1890, après avoir abandonné la recherche astronomique, il rassemble des documents relatifs au général Alexandre Souvorov. Cette collection est ajoutée aux fonds du musée Souvorov de Saint-Pétersbourg pour commémorer le 100e anniversaire de la guerre de 1812 contre la France.
La correspondance d'Engelhardt avec des personnalités culturelles comme Mikhaïl Glinka, Vladimir Stasov, Franz Liszt, Hans von Bulow est considérée comme ayant une valeur historique.

## Publications
- Observations astronomiques faites à Dresde (1886, 1890, 1895)[4].

## Distinctions
- Docteur honoraire de l'université de Kazan en 1889.
- Membre correspondant de l'académie des sciences de Saint-Pétersbourg en 1890.

Ont été baptisés à son nom :
- l'observatoire astronomique Engelhardt,
- le cratère lunaire Engel'gardt,
- l'astéroïde (4217) Engelhardt.